# Mikhaïl Solomentsev
Mikhaïl Sergueïevitch Solomentsev (en russe : Михаил Сергеевич Соломенцев), né le 7 novembre 1913 et mort le 15 février 2008, est un homme d'État soviétique.

## Biographie
Il est né près de Ielets et est diplômé de l'Institut technologique de Leningrad en 1940. Il devient fonctionnaire au service du parti communiste du Kazakhstan en 1962-1964 et est responsable de l'obkom de Rostov-sur-le-Don en 1964-1966. Il est ensuite secrétaire du Comité central du Parti communiste de l'Union soviétique les années 1966-1971. Solomontsev est ensuite président du gouvernement de la république socialiste fédérative soviétique de Russie de 1971 à 1983. Il siège ensuite au Politburo à partir de 1983, où il dirige la Commission centrale de contrôle, remplaçant à ce poste Arvīds Pelše, avant d'être démis par Mikhaïl Gorbatchev cinq années plus tard.
Mort à Moscou, Mikhaïl Solomentsev est enterré au cimetière de Novodevitchi avec son épouse décédée en 2000. À sa place à la tête de la Commission centrale de contrôle on nomme Boriss Pugo.

## Distinctions
- Héros du travail socialiste
- Ordre de Lénine
- Ordre du Drapeau rouge du Travail
- Ordre de l'Étoile rouge